# Hurrikan Tara (1961)
Hurrikan Tara oder auch Zyklon Tara war einer der folgenschwersten beobachteten Hurrikane im Pazifischen Ozean. Der letzte tropische Wirbelsturm der Hurrikansaison 1961 bildete sich am 10. November rund 365 km vor der Küste Mexikos. Er intensivierte sich und erreichte vor dem Landfall im mexikanischen Bundesstaat Guerrero bei Zihuatanejo Windgeschwindigkeiten von 140 km/h. Der Hurrikan löste sich am 12. November auf und brachte dabei starke Winde und heftigen Regen, der die Auswirkungen des zuvor schon herrschenden zehntägigen Dauerregens verstärkte. In der großen Hafenstadt Acapulco war der Schaden gering, weiter westlich an der Küste waren die Auswirkungen viel schlimmer. Am schwersten getroffen wurde Nuxco in Tecpán de Galeana. Dort wurden die größten Schäden und die meisten Todesopfer durch den Hurrikan registriert. Insgesamt wurden in Mexiko mindestens 436 Opfer gezählt.

## Sturmverlauf

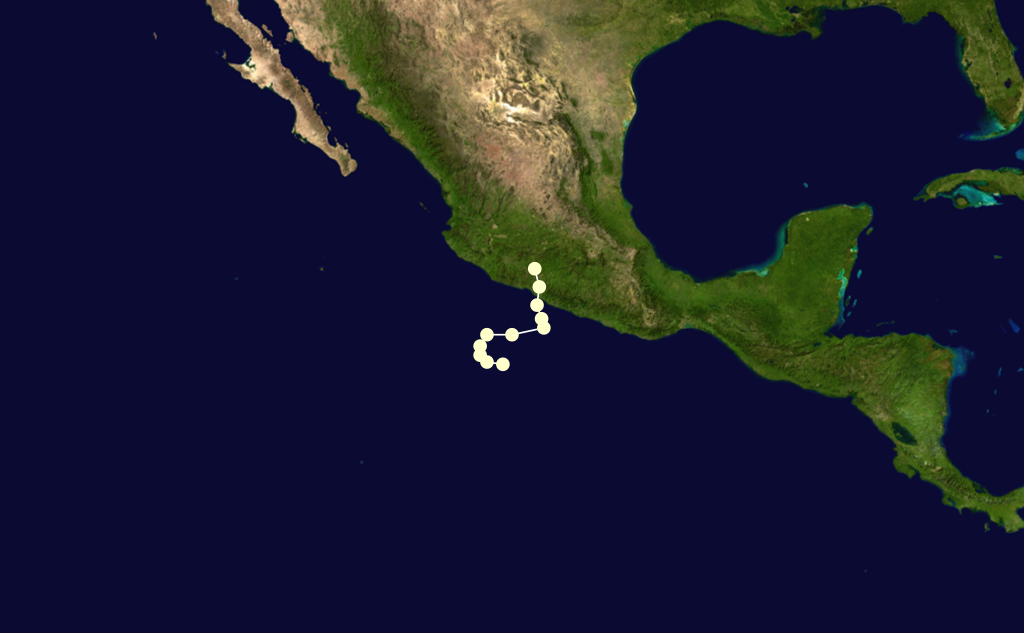
Zugbahn des Hurrikans

Am 9. November verharrte eine schwache atmosphärische Zirkulation nahezu stationär vor der mexikanischen Küste bei Acapulco. In dem Gebiet gab es keine besonders ausgeprägte Konvektion, dennoch organisierte sich das System weit genug, um gegen 0:00 Uhr UTC des 10. Novembers, etwa 365 km vor der Küste liegend, als tropischen Tiefdruckgebiet klassifiziert zu werden. Am Nachmittag des 10. Novembers wanderte das System nordostwärts auf die Küste zu. Tara intensivierte sich, erreichte Hurrikanstärke und spät am 11. November seinen Höhepunkt mit Windgeschwindigkeiten von 140 km/h. In der Frühe des 12. November überquerte Hurrikan Tage bei Zihuatanejo in Guerrero zwischen Acapulco und Manzanillo ungefähr an der Stelle die Küstenlinie, wo sich fünf Monate Hurrikan Iva über das Festland geschoben hatte. Auf seinem Weg durch das Landesinnere wurde das System zuletzt am 12. November um 12:00 Uhr UTC ausgemacht. Zur damaligen Zeit war der Hurrikan als Zyklon Tara bekannt, da der Ausdruck Zyklon häufiger als Hurrikan für tropische Wirbelstürme in der Region verwendet wurde.

## Auswirkungen und Folgen
Hurrikan Tara verursachte schwere Schäden im Süden Guerreros. Als sich Tara auf das Festland schob, zerstörte die Gewalt des Sturmes mindestens zehn Ortschaften. Die schweren Niederschläge lösten Überschwemmungen und Sturzfluten aus. Die Auswirkungen des Niederschlags waren umso größer, da schon vor dem Eintreffen des Hurrikans zehntägiger Dauerregen herrschte. Die Überflutungen verunreinigten das Trinkwasser. Durch den starken Wellengang wurde in der Nähe von Acapulco ein Surfer getötet. In der Stadt selbst kam es zur Überflutung niedrig gelegener Stadtteile, wodurch ein Schaden von etwa einer Million US-Dollar verursacht wurde. Im Munizip Tecpán de Galeana tötete der Hurrikan 116 Personen und Dutzende weitere Tote verursachte der Sturm in den Dörfern der Umgebung. Die Küstenstraße zwischen Acapulco und Zihuatanejo wurde schwer in Mitleidenschaft gezogen, wodurch die späteren Hilfsmaßnahmen erschwert wurden; die Straße hatte deswegen bei den Reparaturen nach dem Sturm eine hohe Priorität, sodass Bauarbeiter rund um die Uhr arbeiteten, um die wichtige Verbindung wiederherzustellen. Viele Tote wurden aus den Küstenorten in Guerrero gemeldet, genaue Zahlen waren zunächst aber nicht bekannt, da viele der Städt von Schlammlawinen verschüttet waren. Die Bewohner wurden nur wenig vor dem herannahenden Sturm gewarnt, und viele der Opfer starben, nachdem sie im Schlaf überrascht wurden. Die Auswirkungen des Sturmes machten viele Tausend Bewohner der Region obdachlos. Radioberichten zufolge zerstörte eine Wasserhose die Stadt Nuxco, obwohl der Schaden später als durch die Überflutung einer Lagune entstanden beschrieben wurde; insgesamt wurden in Nuxco 225 Personen getötet.
Die Lebensmittelvorräte in manchen Küstenorten wurden durch die Sturmfolgen unbrauchbar, wodurch die Bewohner gezwungen waren, die während des Hurrikans von den Palmen gefallenen Kokosnüsse zu essen. Der Schaden an der Ernte in Mexiko wurde inoffiziell auf 16 Millionen US-Dollar (1961; inflationsbereinigt 145 Millionen US-Dollar) geschätzt.
Innerhalb von zwei Tagen nach dem Sturm schickte die mexikanische Regierung zwei Flugzeuge mit Hilfsgütern nach Acapulco, von wo aus diese Lebensmittel, Kleider und Medikamente mit Lastwagen, der Eisenbahn oder mit Hubschraubern in die betroffenen Gebiete gebracht wurden. Es wurden Pläne gemacht, in abgeschnittenen Gebieten Lebensmittel und Arznei abzuwerfen, die zunächst zur Verfügung gestellten Hilfsgüter erwiesen sich jedoch als unzureichend, um für die große Zahl der vom Sturm betroffenen Personen auszureichen. Fünf Armeeeinheiten und drei Helikopter wurden in die Region geschickt, um zu helfen, der Einsatz von Flugzeugen wurde dadurch erschwert, dass Landestreifen überschwemmt waren. In den besonders schwer betroffenen und unzugänglichen Gebieten wurden Fallschirmjäger abgesetzt, um Hilfsmittel zu verteilen. Die Überschwemmungen ließen den Ausbruch von Seuchen befürchten, die prompte medizinische Hilfe der Behörden verhinderte jedoch Epidemien.
Die genaue Opferzahl war zunächst nicht bekannt, man ging aber davon aus, dass sie in den Hunderten lag. Zwei Tage nach dem Sturm waren den Behörden bereits mehr als 80 Tote gemeldet worden. Am Tag darauf war die Zahl bereits auf 190 angestiegen, und am vierten Tag auf 290 Tote; nach den amtlichen Schätzung belief sich die Zahl der Toten wahrscheinlich auf mehr als 500. Aufgrund der unterbrochenen Kommunikationsverbindungen – durch den Sturm wurden Stromleitungen und Telegrafenleitungen unterbrochen – verbreiteten sich die Meldungen über Schäden und Verluste an Menschenleben zunächst nur langsam. Am 19. November, eine Woche nach dem Eintreffen des Sturms, gab die mexikanische Armee die Zahl der Opfer mit 436 Toten an, weitere 300 Personen blieben vermisst; diese Zahl wird auch in einem Bericht des United States Office of Foreign Disaster Assistance aus dem Jahr 1993 genannt. Hurrikan Tara war 1961 die Katastrophe mit den meisten Todesopfern. Noch heute ist Tara der pazifische Hurrikan mit der dritthöchsten Opferzahl in Mexiko, nach einem Hurrikan im Jahr 1959 und Hurrikan Liza 1976.